# Drassodes afghanus
Drassodes afghanus är en spindelart som beskrevs av Roewer 1961. Drassodes afghanus ingår i släktet Drassodes och familjen plattbuksspindlar.
Artens utbredningsområde är Afghanistan. Inga underarter finns listade i Catalogue of Life.